# Les Volets clos (film, 1973)
Pour les articles homonymes, voir Les Volets clos.
Pour plus de détails, voir Fiche technique et Distribution.
Les Volets clos est un film français réalisé par Jean-Claude Brialy, sorti le 1er février 1973.

## Synopsis
« Je fis appel à mon ami Remo Forlani pour l’écriture du scénario de mon deuxième film, Les Volets clos. L’histoire se passait dans un bordel et réunissait des femmes, jeunes et moins jeunes, qui toutes, rêvaient secrètement du grand amour. Un marin débarquait par hasard dans cette ruche et déclenchait les ardeurs de toutes les pensionnaires. Pour le rôle d’Adélaïde, la vieille prostituée qui régnait sur le bordel, je voulais absolument Arletty. Pour le rôle du « capitaine », celle qui prenait les ordres de la patronne, les répercutait et menait la maison à la baguette, j’avais songé à Marie Bell. »
(Jean-Claude Brialy, Le Ruisseau des singes, Paris, Robert Laffont, 2000, p. 267.)

## Fiche technique
- Titre : Les Volets clos
- Réalisation : Jean-Claude Brialy
- Scénario : Gilles Durieux et Jean-Claude Brialy
- Dialogues : Remo Forlani
- Photographie : Alain Derobe
- Musique : Paul Misraki. La chanson éponyme du générique est interprétée par Nicoletta.
- Producteur : Jacques Charrier
- Durée : 90 minutes
- Date de sortie : 
  - France : 1er février 1973

## Distribution
- Marie Bell : Aurore
- Jacques Charrier : Thomas
- Catherine Rouvel : Flora
- Lucienne Bogaert : Adélaïde
- Catherine Allégret : Rita
- Marco Perrin : Marcelin
- Laurence Badie : Louise
- Suzanne Flon : Rosalie
- Ginette Leclerc : Félicie
- Arlette Didier : Julie
- Dominique Davray : Victoire
- José Luccioni : Arthur, le facteur
- Jean-Marie Proslier
- Philippe Castelli
- Gilles Béhat
- Yves Afonso
- André Chazel
- Georges Ass